# Verbandsgemeinde Thaleischweiler-Wallhalben
La comunità amministrativa Thaleischweiler-Wallhalben (Verbandsgemeinde Thaleischweiler-Wallhalben) si trova nel circondario del Palatinato Sudoccidentale nella Renania-Palatinato, in Germania.
La comunità amministrativa è stata costituita il 1º luglio del 2014 dall'unione delle comunità amministrative di Thaleischweiler-Fröschen e Wallhalben e comprende 20 comuni.

## Comuni
Fanno parte della comunità amministrativa i seguenti comuni:
| Comune, città                               | Sup. (km²) | Abitanti |
| ------------------------------------------- | ---------- | -------- |
| Biedershausen                               | 3,65       | 184      |
| Herschberg                                  | 11,55      | 813      |
| Hettenhausen                                | 4,40       | 234      |
| Höheischweiler                              | 4,36       | 830      |
| Höhfröschen                                 | 4,17       | 897      |
| Knopp-Labach                                | 5,95       | 406      |
| Krähenberg                                  | 4,40       | 172      |
| Maßweiler                                   | 10,89      | 941      |
| Nünschweiler                                | 9,98       | 749      |
| Obernheim-Kirchenarnbach                    | 8,62       | 1 614    |
| Petersberg                                  | 3,84       | 890      |
| Reifenberg                                  | 7,73       | 797      |
| Rieschweiler-Mühlbach                       | 10,42      | 2 068    |
| Saalstadt                                   | 5,30       | 324      |
| Schauerberg                                 | 4,08       | 180      |
| Schmitshausen                               | 4,49       | 403      |
| Thaleischweiler-Fröschen                    | 12,27      | 3 228    |
| Wallhalben                                  | 4,88       | 832      |
| Weselberg                                   | 14,65      | 1 323    |
| Winterbach (Pfalz)                          | 7,03       | 502      |
| Verbandsgemeinde Thaleischweiler-Wallhalben | 142,65     | 17 387   |

(Abitanti al 31 dicembre 2021)